# Utopia (Amerikaans televisieprogramma)
Utopia was een Amerikaans tv-programma gebaseerd op de Nederlandse versie van Utopia uitgezonden in 2014 op de Amerikaanse zender FOX.

## Geschiedenis

### Ontstaan
Op 23 januari 2014 werd het Nederlandse televisieprogramma Utopia verkocht aan Fox Broadcasting Company. John de Mol maakte bekend dat deze Amerikaanse versie nog primitiever zou worden, omdat de deelnemers van de Nederlandse versie het volgens hem bij de start te makkelijk hadden. De Amerikaanse versie startte op 7 september 2014; de eerste uitzending trok 4,6 miljoen kijkers. Het programma werd daar aanvankelijk twee keer per week op primetime uitgezonden. Wegens tegenvallende kijkcijfers werd dit in oktober 2014 teruggebracht tot één uitzending per week. Vanaf november werd het programma geheel uit de programmering gehaald. Utopia werd in Amerika gepresenteerd door Dan Piraro.

### Intromuziek
Voor de Amerikaanse versie werd gekozen om de openingsmelodie Say heaven say hell van Miss Montreal, die voor de  Nederlandse versie werd gebruikt, in te laten zingen door de Amerikaanse rockband Daughtry, zodat het nummer een beter Amerikaanse uitspraak en meer publiciteit zou krijgen.